# Reginald Owen
John Reginald Owen (ur. 5 sierpnia 1887 w Wheathampstead, zm. 5 listopada 1972 w Boise) – brytyjski aktor, występujący w filmach w Złotych latach Holywood.

## Filmografia
- 1929: List jako Robert Crosbie
- 1932: Na rozkaz kobiety jako premier
- 1933: Królowa Krystyna jako Karol X Gustaw
- 1933: Studium w szkarłacie jako Sherlock Holmes
- 1934: Dom Rotszyldów jako Herries
- 1934: W niewoli uczuć jako Thorpe Athelny
- 1934: Tutaj jest moje serce jako  książę Vladimir
- 1935: Anna Karenina jako Stiva
- 1935: Opowieść o dwóch miastach jako Stryver
- 1936: Rose Marie jako Myerson
- 1936: Wielki Ziegfeld jako Sampston
- 1937: Madame X jako Maurice Dourel
- 1937: Pani Walewska jako Talleyrand
- 1938: Everybody Sing jako Hillary Bellaire
- 1938: Decydująca noc jako Ebenezer Scrooge
- 1941: Skarb Tarzana jako profesor Elliott
- 1942: Kobieta roku jako Clayton
- 1942: Pani Miniver jako Foley
- 1942: Odnajdę cię wszędzie jako Willie Manning
- 1942: Zagubione dni jako 'Biffer'
- 1943: Curie-Skłodowska jako Henri Becquerel
- 1944: Wielka nagroda jako farmer Ede
- 1945: Portret Doriana Graya jako lord George Farmour (niewymieniony w czołówce)
- 1945: Dolina decyzji jako McCready
- 1945: Captain Kidd jako Cary Shadwell
- 1947: Ulica zielonego delfina jako kapitan O'Hara
- 1948: Pirat jako adwokat
- 1948: Trzej muszkieterowie jako De Treville
- 1949: Tajemniczy ogród jako Ben Weatherstaff
- 1964:  Mary Poppins jako admirał Boom